# Laphria cyaneogaster
Laphria cyaneogaster là một loài ruồi trong họ Asilidae. Laphria cyaneogaster được Macquart miêu tả năm 1838. Loài này phân bố ở vùng nhiệt đới châu Phi.